# Asaphus kowalewskii
Asaphus kowalewskii és una espècie extinta de trilobit asàfide de la família dels asàfids que visqué al continent de Bàltica durant l'Ordovicià mitjà, fa entre 460,9 i 463,5 milions d'anys. Se n'han trobat restes fòssils a Estònia i Rússia. Els fòssils d'aquesta espècie són preuats pels col·leccionistes pels seus ulls pedunculats.